# Kyyvesi
Der Kyyvesi ist ein See in der Landschaft Südsavo im Süden Finnlands.
Der See hat eine Fläche von 129,95 km² und liegt auf einer Höhe von 100,65 m.
Er wird zum westlich gelegenen See Rauhajärvi und weiter zum Puula entwässert.
Der Ort Haukivuori liegt an seinem Nordostufer.